# Pyxicephalus edulis
Pyxicephalus edulis is een kikker uit de familie Pyxicephalidae.

## Naamgeving
De wetenschappelijke naam werd gepubliceerd in 1854 door Wilhelm Peters. De soortaanduiding edulis betekent 'eetbaar', deze kikker wordt soms op markten verkocht als voedsel.

## Verspreiding en habitat
Pyxicephalus edulis komt voor in delen van Afrika en leeft in de landen Botswana, Kameroen, Gambia, Kenia, Malawi, Mozambique, Nigeria, Senegal, Somalië, Zuid-Afrika, Swaziland, Tanzania, Zambia, Zimbabwe, en komt mogelijk ook voor in Benin, Burkina Faso, Centraal-Afrikaanse Republiek, Tsjaad, Congo, Ivoorkust, Ghana, Guinee, Mali, Namibië, Soedan, Togo en Oeganda. De habitat bestaat uit meertjes, pondjes en moerassen.